# Coccoloba ochreolata
Coccoloba ochreolata är en slideväxtart som beskrevs av Hugh Algernon Weddell. Coccoloba ochreolata ingår i släktet Coccoloba och familjen slideväxter. Inga underarter finns listade i Catalogue of Life.